# Словинцы

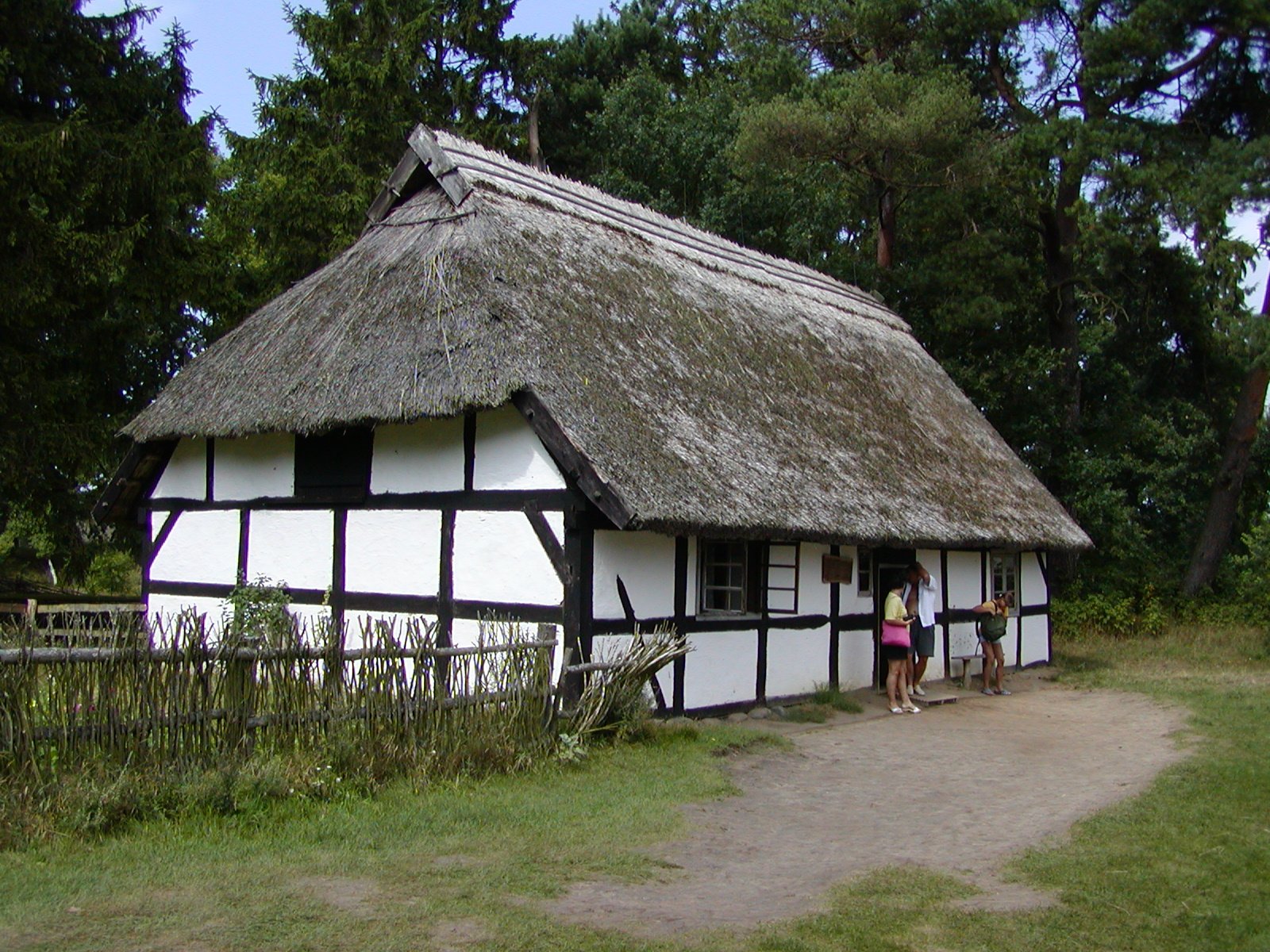
Словинский музей в селе Клюки.

Слови́нцы (кашуб. Słowińcë; пол. Słowińcy; нем. Slowinzen) — западнославянская этническая группа, проживающая в пределах нынешнего Поморского воеводства Польши. 
Основная область их расселения располагается между озером Гардно (Гарденское озеро), городами Слупск и Леба. Себя сами они зачастую называют лебскими кашубами (пол. Kaszubi (nad)łebscy, нем. Lebakaschuben). Другие фратрии словинцев — кочевяцы (к югу от Гданьска) и боровяцы (по соседству с Бором Тухольским). 
Словинцы говорили на вымерших в XX веке словинских языках (slovjĩnsħï ją̃zĕk, slovjĩnsħė gådą̃ńė, słowińskô mòwa), которые многими лингвистами причисляются в состав кашубского языка (kaszëbsczi jãzëk, kaszëbskô mòwa, kaszёbizna). Встречается также термин «поморский (померанский) язык», объединяющий кашубский и словинский. В 1901 году немецкий лингвист Фридрих Лоренц признал словинский самостоятельным языком.

## Историческая судьба
Словинцы жили от города Слупска на Юге до города Лебы, Лебского озера и озера Гардна на Севере и потому иногда назывались «лебскими кашубами» (Kaszubi łebscy). В XVI веке отмечено использование этнонима «словинцы» (Slovincian) в отношении жителей окрестностей города Бытува, находящегося южнее Слупска.
Словинцы отличались от живших в Восточном Поморье католиков-кашубов тем, что они были протестантами. Возможно, это способствовало тому, что многие словинцы уже в конце XVII века перешли на немецкий язык, так как на нём велись протестантские богослужения. К 1920 году абсолютное большинство словинцев в повседневной жизни говорило по-немецки. Многие топографические названия, однако, остались славянского происхождения.
Ещё в 1939 году в крупном словинском селе Клюки на западном берегу Лебского озера проживало около 700 словинцев, в том числе 32 рыбака, промышлявших рыболовством. После Второй мировой войны бо́льшая часть потомков словинцев была изгнана из расширенной на запад Польши, как немецкоязычное население. Оставшимся словинцам жизнь осложняли многочисленные конфликты с переселенцами из юго-восточных регионов Польши (см. аналогично: Операция «Висла»), приезжавшими в сельскую местность. В 1950 году в деревне осталось 150 словинцев, а в 1974 — только пять. В 1992 году в Клюках ещё оставались две словинки в преклонном возрасте. Они обе ушли из жизни в самом конце XX века.
Предпринимались попытки оставить за словинцами право не покидать родные места, ввиду их славянского происхождения. Значительную роль в попытке их полонизации и культурного самоопределения в польском обществе сыграла словинская общественная деятельница Рут Кёч. Однако из тех немногих словинцев, которым было позволено остаться, большинство впоследствии переехали в ФРГ (в основном в район Гамбурга).

## Праздник «Чёрная свадьба»

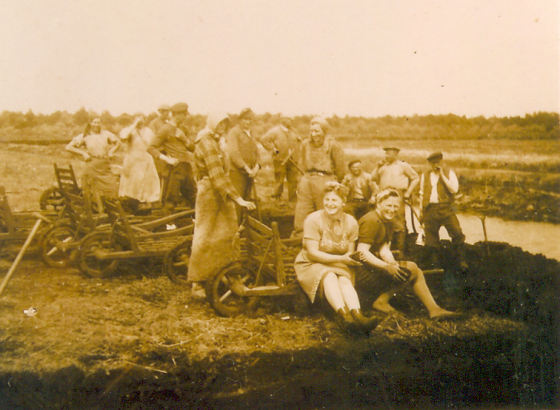
Обряд «Чёрная свадьба». 1939 г.

У словинцев существовал народный праздник «Чёрная свадьба» (пол. Czarne Wesele, нем. Schwarze Hochzeit), символизирующий совместное добывание торфа. Этот праздник начинался в деревнях в первых числах мая и продолжался от 12 до 16 дней.
Заготовка торфа в качестве печного топлива на зиму — грязная и тяжёлая работа, которую традиционно делали всем селом. Одевались нарядно, и даже мужчины, копающие торф, надевали белую рубашку. По окончании работ было застолье: хозяйки в складчину готовили еду, накрывали большой стол — как на свадьбу. Обязательным блюдом была яичница (ср. у русских День Жён-мироносиц, Егорий Вешний, Семик-Троица). Затем устраивали большое гулянье с песнями и танцами.
С 1995 года обряд «Чёрная свадьба» ежегодно проводится музеем «Словинская деревня» в первых числах мая в старой словинской деревне Клюки.

## Словинцы сегодня
По имени народа назван Словинский национальный парк, где в деревне Клюки находится музей под открытым небом «Словинская деревня», в котором воспроизведены жизнь, ремёсла и традиции строительства, впитавшие в себе польские и немецкие черты. Музей словинской деревни в настоящее время возглавляет этнограф Хенрик Сойя.